# Lambrequim

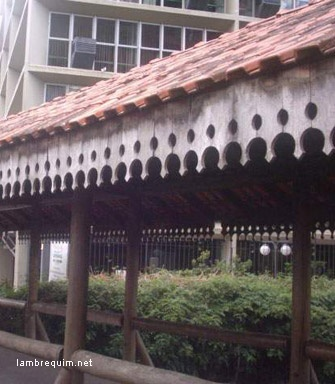
Curitiba - Paraná

Lambrequim (do Holandês: lamperkijm) são recortes e pendentes, feitos em tecido, madeira ou outro material, usados na arquitetura, na decoração e na heráldica. Na heráldica também é denominado paquife.

## Decoração
Em decoração, o lambrequim é um recorte de tecido, constituído por uma cercadura com festões, por vezes guarnecida por franjas, martinetes e bocais, supensos por uma varão e servindo de motivo de ornamentação para decorar uma galeria de uma janela ou a cobertura de uma cama.

## Arquitetura
Na arquitetura o lambrequim  é um adorno recortado, contínuo, de zinco estampado, chapa recortada, etc., que se coloca sob um friso, uma alheta, um beiral, ou outros elementos.
No Brasil, o lambrequim foi muito utilizado no estado do Paraná, Santa Catarina e Rio Grande do Sul, principalmente pelos imigrantes italianos, ucranianos, alemães e polacos, que encontraram maior facilidade em construir suas casas em madeira, pela grande quantidade de araucárias, cedros, imbuias e outras madeiras nobres que encontraram nesta região. Em Curitiba, o registro das primeiras obras data do fim do século XIX.

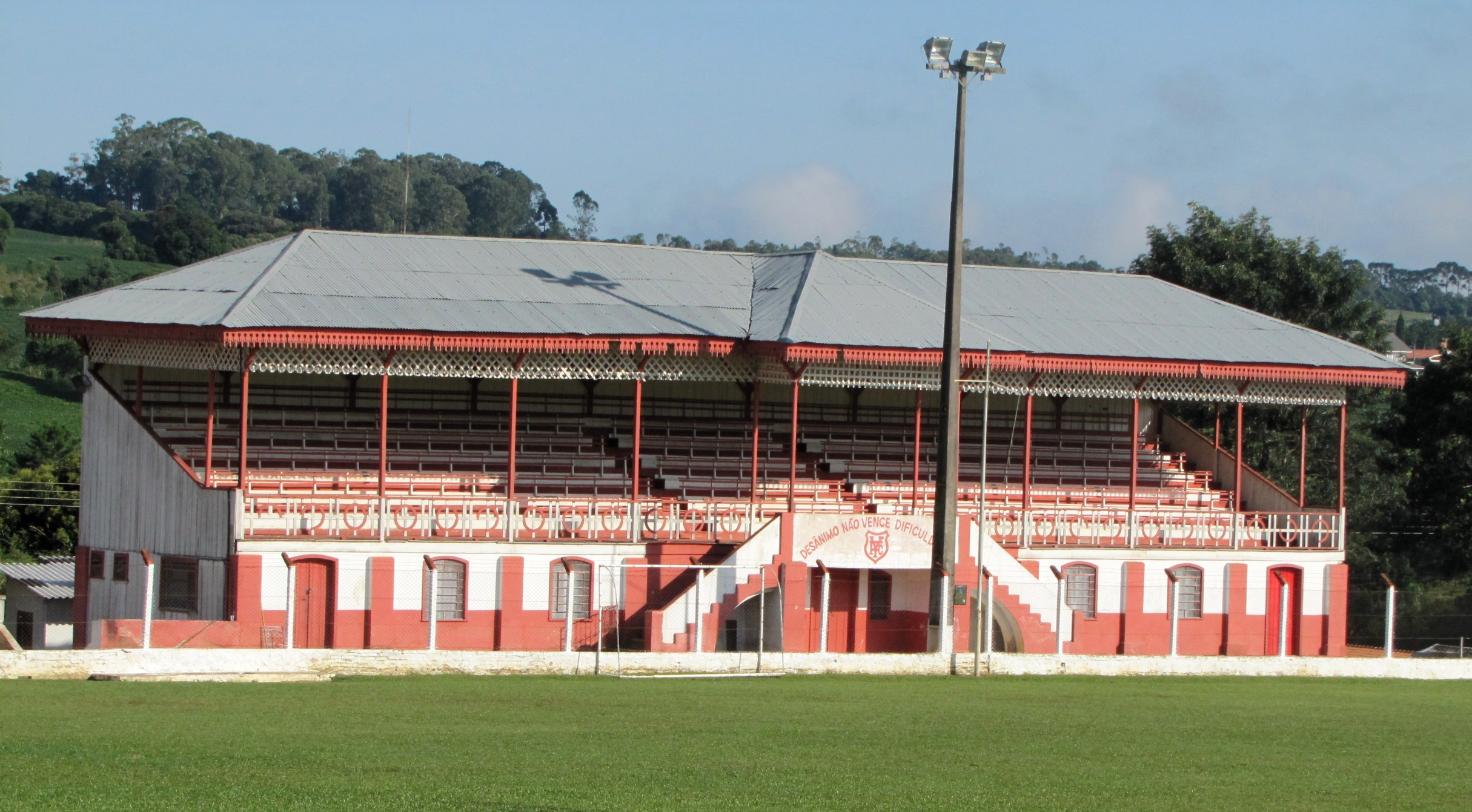
Estádio João Chede em Palmeira.

Também no Estado do Rio de Janeiro, especificamente na cidade de Petrópolis, o lambrequim de madeira foi muito utilizado, provavelmente em razão igualmente da grande quantidade de madeira nobre existente. Petrópolis foi colonizada por alemães provenientes da Prússia.
Existem ainda na Cidade vários exemplos de casas com esses lambrequins de madeira, em belíssimas casas espalhadas pelos diversos quarteirões (bairros).
Em Portugal o lambrequim foi utilizado, sobretudo, na decoração de empenas dos chalés românticos, construídos no final do século XIX e no início do século XX.

## Heráldica

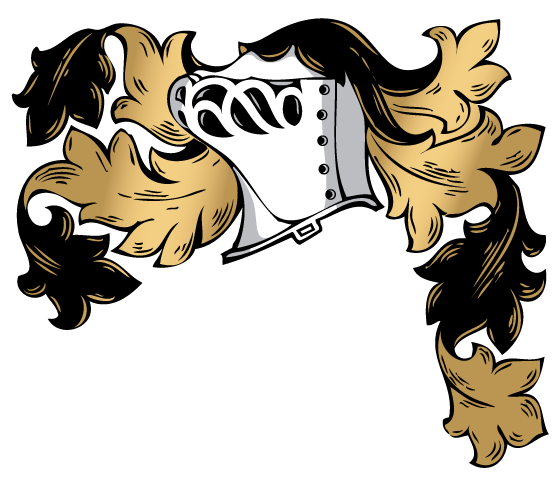
Lambrequim de sable e jalde, num elmo heráldico

Na heráldica o lambrequim é uma representação de um manto, uma capa, folhagens e plumagens, desenhadas acima e ao redor do elmo de um brasão. Corretamente, cada um dos ramos do lambrequim heráldico é chamado paquife. No entanto, os dois termos são muitas vezes usados, indistintivamente. Normalmente o lambrequim inclui as duas cores principais do brasão (o metal principal e o esmalte principal).
Os lambrequins heráldicos pretendem representar os mantos de linho, que eram usados para proteger o elmo, dos cavaleiros, do calor, do frio e dos golpes de espada. Com o tempo, depois de serem, várias vezes atingidos por golpes de espada, os mantos ficavam recortados, com pedaços de tecido pendentes, semelhantes a folhagens.